# Frane Adam
Franc Frane Adam, slovenski filozof in sociolog, * 23. november 1948, Pivka.
Ukvarja se s tematikami na stičišču ekonomske in politične sociologije ter socialnih študijev znanosti in tehnologije. Njegova trenutna bibliografija obsega 436 zapisov.
Je direktor zasebnega neprofitnega Inštituta za razvojne in strateške analize (IRSA) in vodja raziskovalnega centra, na katerem deluje z ženo, sociologinjo Darko Podmenik in njunima otrokoma Aljo Adam in Danetom Podmenikom - Adamom.

## Življenje in delo
Okoli leta 1970 je bil dejaven v prvi urbani komuni v Tacnu pri Ljubljani, njegovo polje dejavnosti je bila družbena misel.
Po končanem študiju filozofije in primerjalne književnosti 1974 na ljubljanski filozofski fakulteti je leta 1981 doktoriral na Univerzi v Zagrebu. Med letoma 1984 in 1993 je kot štipendist Humboldtove fundacije nekaj časa prebil kot gostojuči raziskovalec na Univerzah Konstanz in Bielefeld (Nemčija). Tudi v letih 2006 ter 2011 je gostoval na različnih nemških univerzah. V letih študija je bil aktiven v študentskem gibanju. Napisal in prevedel je več socioloških del.
Med letoma 1989-92 je bil predsednik slovenskega sociološkega društva, 1991-95 glavni urednik Družboslovnih razprav, od 1993 predstojnik Oddelka za kulturologijo na FDV. Bil je redni profesor na Fakulteti za družbene vede (UL), sicer pa je večinsko angažiran kot raziskovalec na Inštitutu za razvojne in strateške analize ter delno tudi na doktorskem študiju na Fakulteti za uporabne družbene študije v Novi Gorici. 

## Nagrade
- Zoisovo priznanje za pomembne znanstvene dosežke v humanistiki in družboslovju, 2012
- Je tudi dobitnik Humboldtove raziskovalne štipendije.

## Izbrana bibliografija
- Adam, F. et al, (2012), Kvalitativno raziskovanje v interdisciplinarni perspektivi, IRSA, Ljubljana
- Adam, F. in Westlund, H. (ur.), (2013), Innovation in Socio-cultural Context, Routledge, NewYork in London.